# Кайтум
Кайтум (нем. Keitum, дат. Kejtum, с.-фриз. Kairem) — деревня на острове Зильт в Северном море в районе Северная Фризия в федеральной земле Шлезвиг-Гольштейн, Германия. Сегодня Кайтум входит в общину Зильт.

## Этимология
Одна из теорий гласит, что раньше названий «Кайтум» относилось к «дому Кая» или «дому Кайта». В качестве альтернативы, оно могло произойти от «Heidum» (auf der Heide или «на пустоши»).

## История

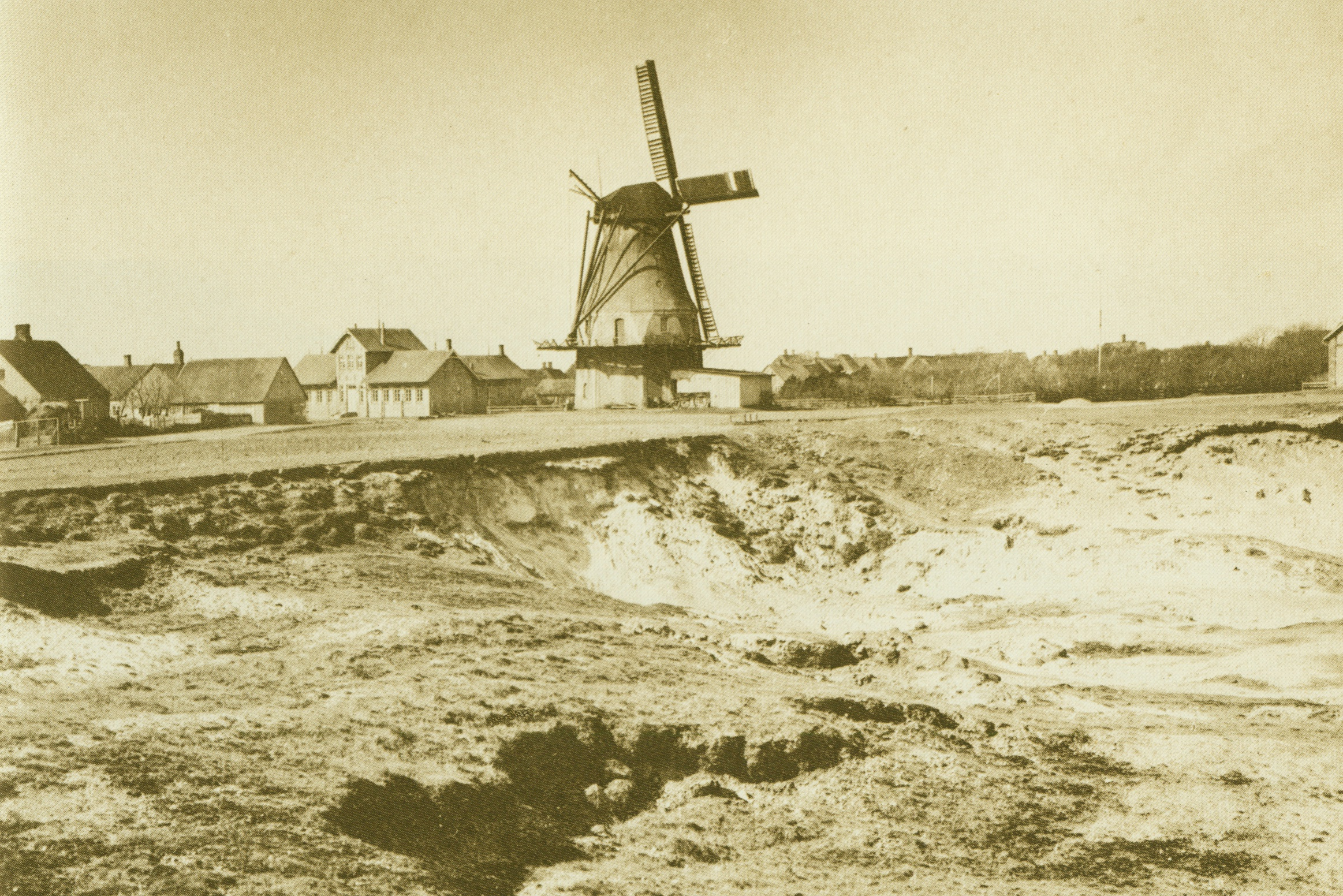
Старая мельница Кайтума

Кайтум впервые упоминается в 1462 году. До конца XIX века Кайтум был самым важным поселением на острове Зильт. С 1612 года здесь находилась самая большая мельница на острове. В 1695 году в деревне было 78 домов. В 1763 году был построен дом для школы. В 1820 году гавань рядом с Кайтумом была расширена. Хотя сохранение открытого судоходного канала оставалось постоянной проблемой, гавань Кайтума была основным связующим звеном между Зильтом и материком примерно до 1867 года. После 1859 года гавань заилилась, и паромное сообщение теперь происходило из Мункмарша. В 1860 году Кайтум обошёл Морзум в качестве самой густонаселённой деревни острова (с 785 жителями). В 1890-х годах туристический бизнес все больше перемещался в Вестерланд, минуя восточные островные деревни. Хотя Кайтум расположен у железной дороги, которая соединила Вестерланд с Нибюллем через дамбу Гинденбурга в 1927 году, большинство посетителей острова выходят на конечной станции в Вестерланде.

## География
Кайтум расположен на острова со стороны Ваттового моря. Деревня выходит к морю у так называемого зелёного утёса (нем. Grünes Kliff), преимущественно покрытого растительностью. Он тянется вдоль побережья примерно на 3 км от восточной окраины деревни до церкви Святого Северина к северу от Кайтума.

## Демография
В 2013 году в Кайтуме постоянно проживало около 880 человек. Ещё 900 человек не прописаны в деревне, но имеют в ней жильё.

## Экономика
Как и везде на Зильте, туризм является важной отраслью экономики деревни. С 1950 года Кайтум имеет статус климатического курорта. Кайтум известен большим количеством традиционных ютландско-фризских домов, многим из которых более 200 лет, и своими аллеями, усаженными деревьями. Хотя первоначальные вязы погибли в 1990-х годах, их заменили каштаны и липы. Кроме того, в Кайтуме живёт много мастеров (например, кузнецов, ткачей, ювелиров и гончаров).

## Достопримечательности

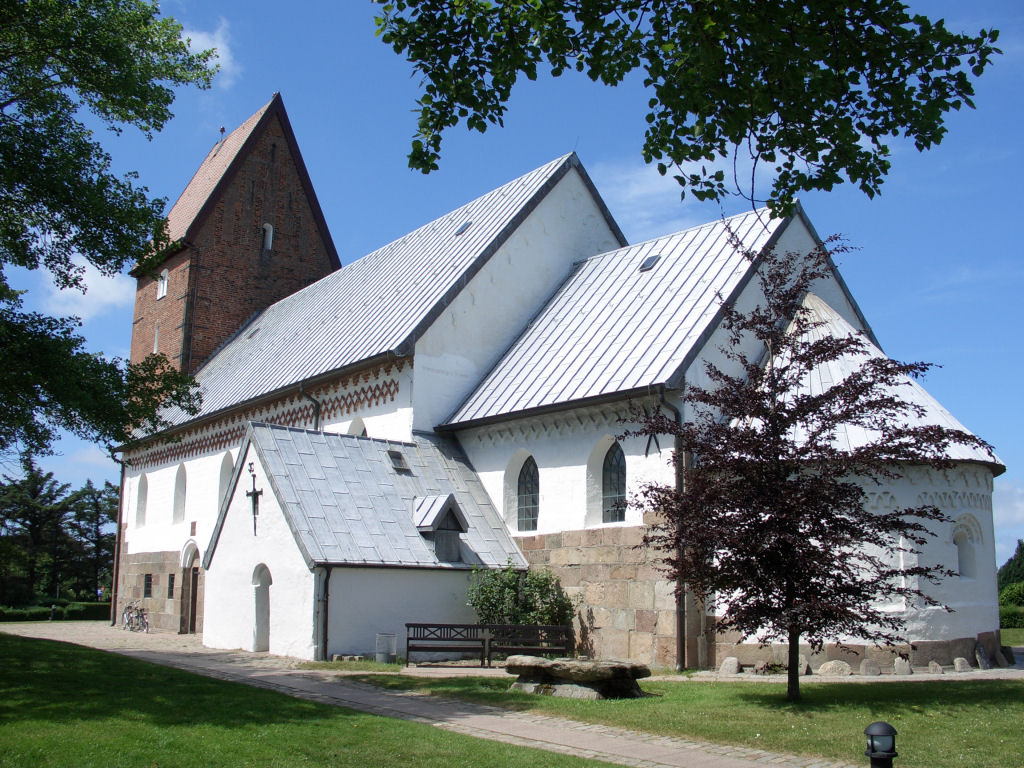
Церковь Святого Северина

### Церковь Святого Северина
Эта романская церковь, построенная в начале XIII века, сегодня считается самой старой в федеральной земле Шлезвиг-Гольштейн. Первоначально она была посвящена святым Кнуду и Кетель, но позже была посвящена Северину Кельнскому.
На прилегающем кладбище находятся могилы многих важных местных семей (особенно китобоев и других владельцев или капитанов судов) и некоторых известных людей: Рудольфа Аугштайна, Герхарда Шрёдера, Уве Даллмайера, Петера Зуркампа и Эрнста Молленхауэра. На погосте также установлено несколько произведений скульптурного искусства.

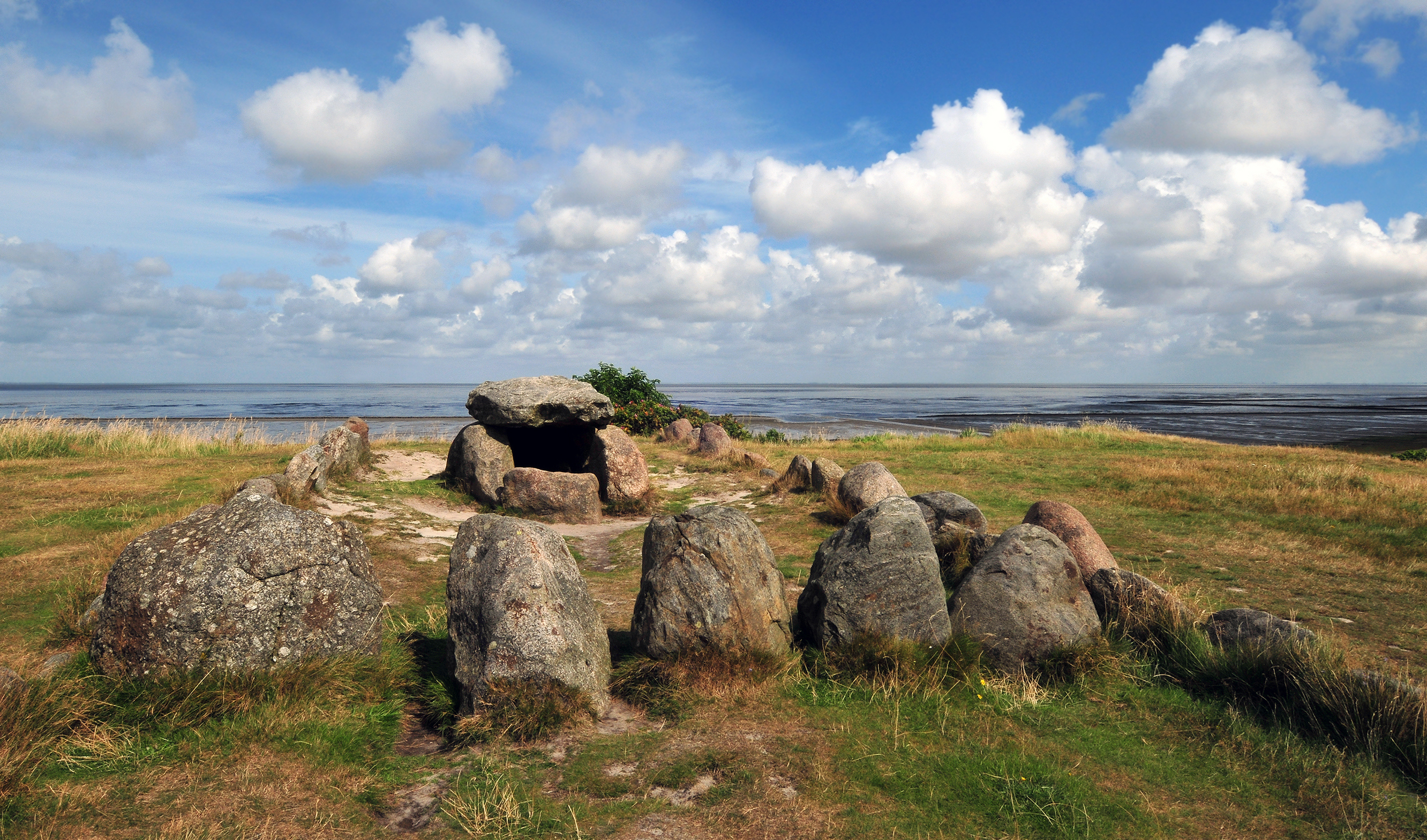
Мегалитическая гробница Хархуг

### Хархуг
Мегалитическая гробница, перенесённая на своё нынешнее место на окраине Кайтума в 1954 году с её первоначального положения между Кайтумом и Тиннумом в связи со строительством аэропорта Зильта.
Рядом с Хархугом находится курган Бронзового века Типкенхуг. Раскопки кургана в 1870 году не обнаружили его содержимого. Во время Второй мировой войны на холме находился военный наблюдательный пункт, при деятельности которого Типкенхуг был разрушен.

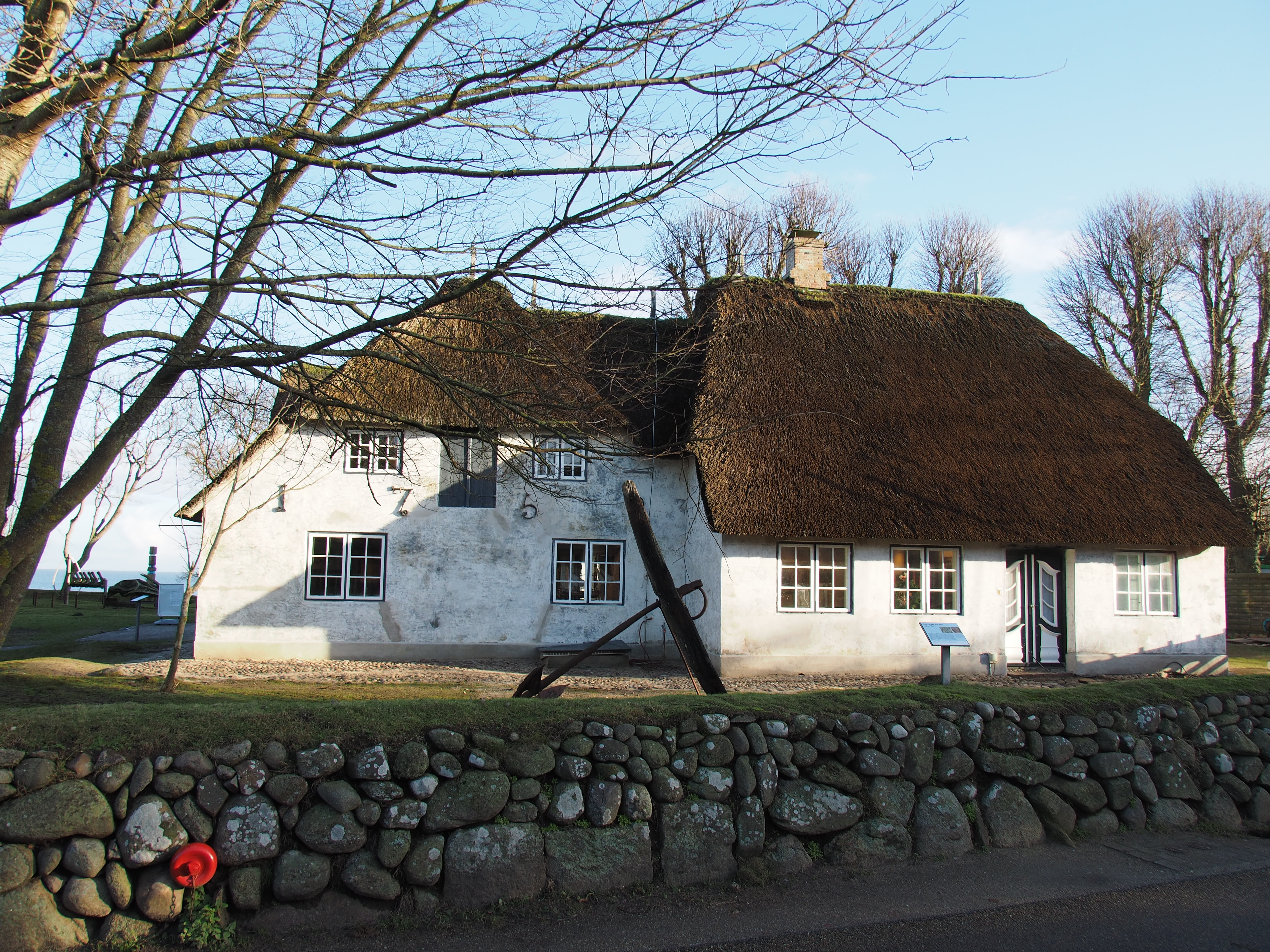
Родной музей Зильта, вид сбоку

### Другие достопримечательности
В Кайтуме есть три музея: Старофризский дом, Родной музей Зильта и Музей пожарной части. Первый — это дом 1739 года постройки, в котором в основном сохранилась старинная мебель и утварь, а также домашний декор и предметы обихода XVIII века. Родной музей расположен в доме, построенном в 1759 году, в нём представлены экспонаты, посвящённые местной истории и условиям жизни на острове в прошлом.

## Руководство
В результате реформы 1970 года Кайтум стал частью вновь созданной общины Зильт-Ост. Ранее он служил резиденцией муниципальной администрации Зильт-Ост, а также администрации управления Ландшафт-Зильт. 1 января 2009 года Зильт-Ост был объединён с Рантумом и городом Вестерланд. На отдельных референдумах в 2008 году Вестерланд (подавляющее большинство) и Зильт-Ост (относительное большинство) согласились на слияние в мае 2008 года. Рантум вскоре последовал их примеру. В сентябре 2008 году был подписан договор о слиянии.
Кайтум теперь является округом общины Зильт. С 1 мая 2015 года главой общины является Николас Хэккель. Администрации общины Зильт и управления Ландшафт-Зильт сегодня расположены в Вестерланде.

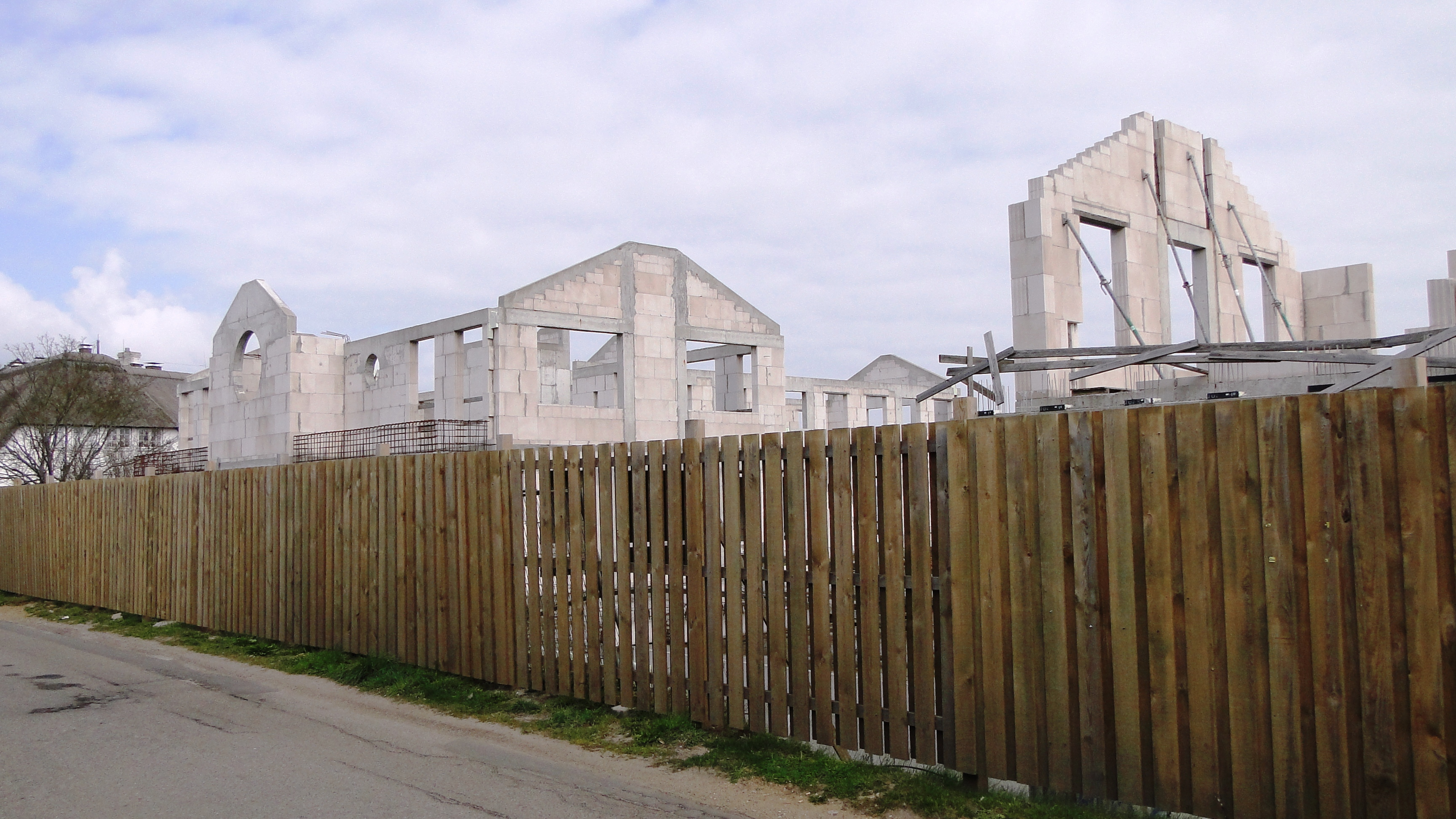
Руины Термальных вод Кайтума в 2012 году

### Термальные ванны Кайтума
На видном месте на набережной Кайтума находятся большие недостроенные бетонные руины спа-салона с крытым и открытым бассейнами, пример неудачного государственно-частного партнёрства. Работы над Термальными ваннами Кайтума начались в 2007 году, но прекратились в 2008 году из-за разногласий между общиной Зильт-Ост и застройщиком, в результате чего объект остался незавершённым. Из-за повреждений, нанесённых водой и морозом, состояние руин давно ухудшилось, и работа уже не может быть возобновлена с экономической точки зрения. Однако планы по сносу построек были заблокированы судебными исками о банкротстве государственной компании.

## Инфраструктура

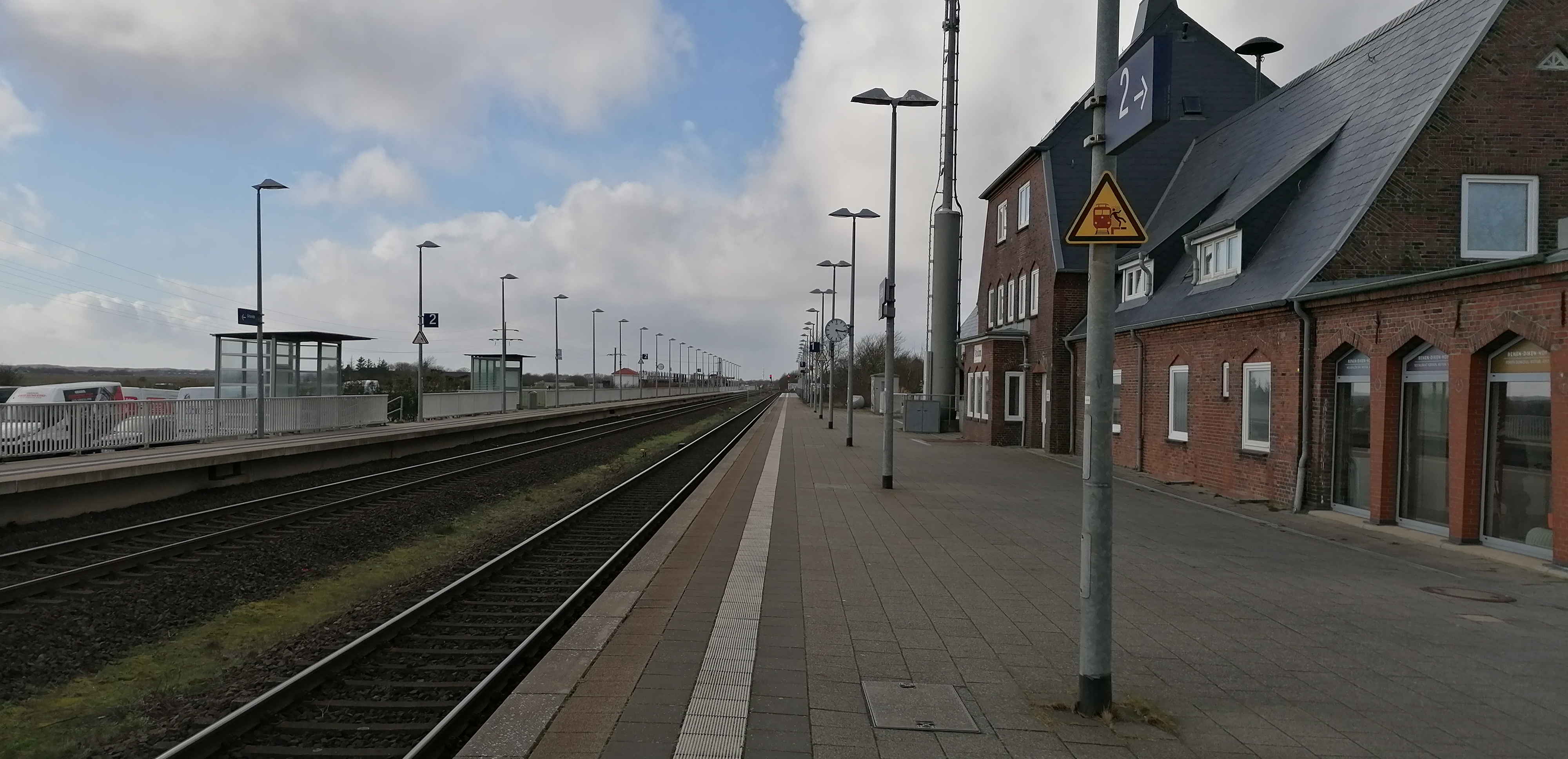
Железнодорожная станция Кайтум

### Транспорт
В Кайтуме есть железнодорожная станция на линии между Вестерландом и Нибюллем. Однако поезда дальнего следования и Sylt-Shuttle на ней не останавливаются. Но ежечасно имеется прямое сообщение поездом до Гамбург-Альтоны. В Кайтуме также останавливаются автобусы, курсирующие по всему острову, а также туристические автобусы Sylt Inselrundfahrt.

## Известные люди
- Кристиан Питер Хансен, краевед (1803—1879)
- Густав Йеннер, композитор и дирижёр (1865—1920)
- Бой Лорнсен, скульптор и автор детской литературы (1922—1995)
- Уве Йенс Лорнсен, государственный служащий и символическая фигура объединённого Шлезвиг-Гольштейна (1793—1838)

## Галерея

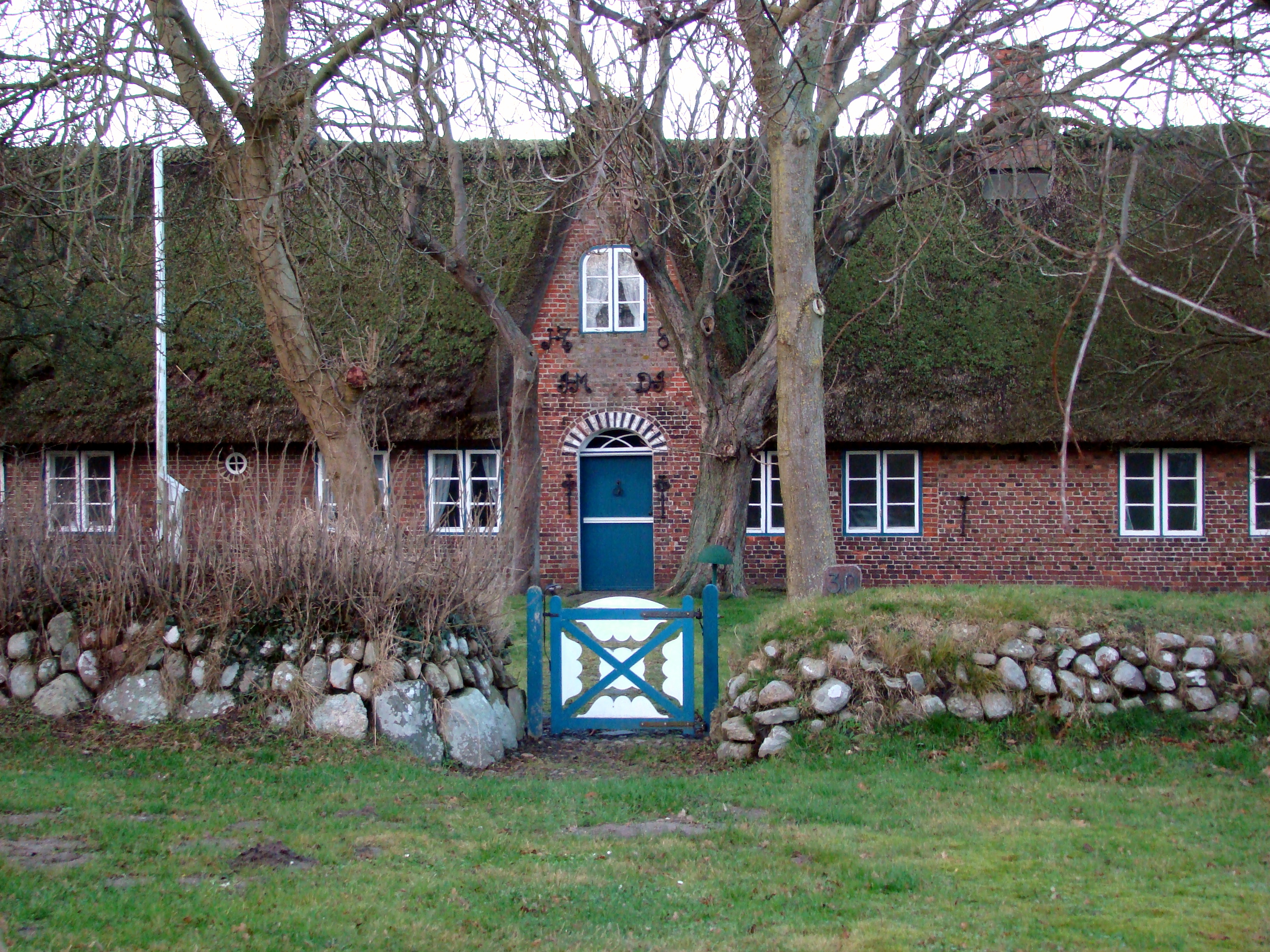
Фризский дом XVIII века в Кайтуме
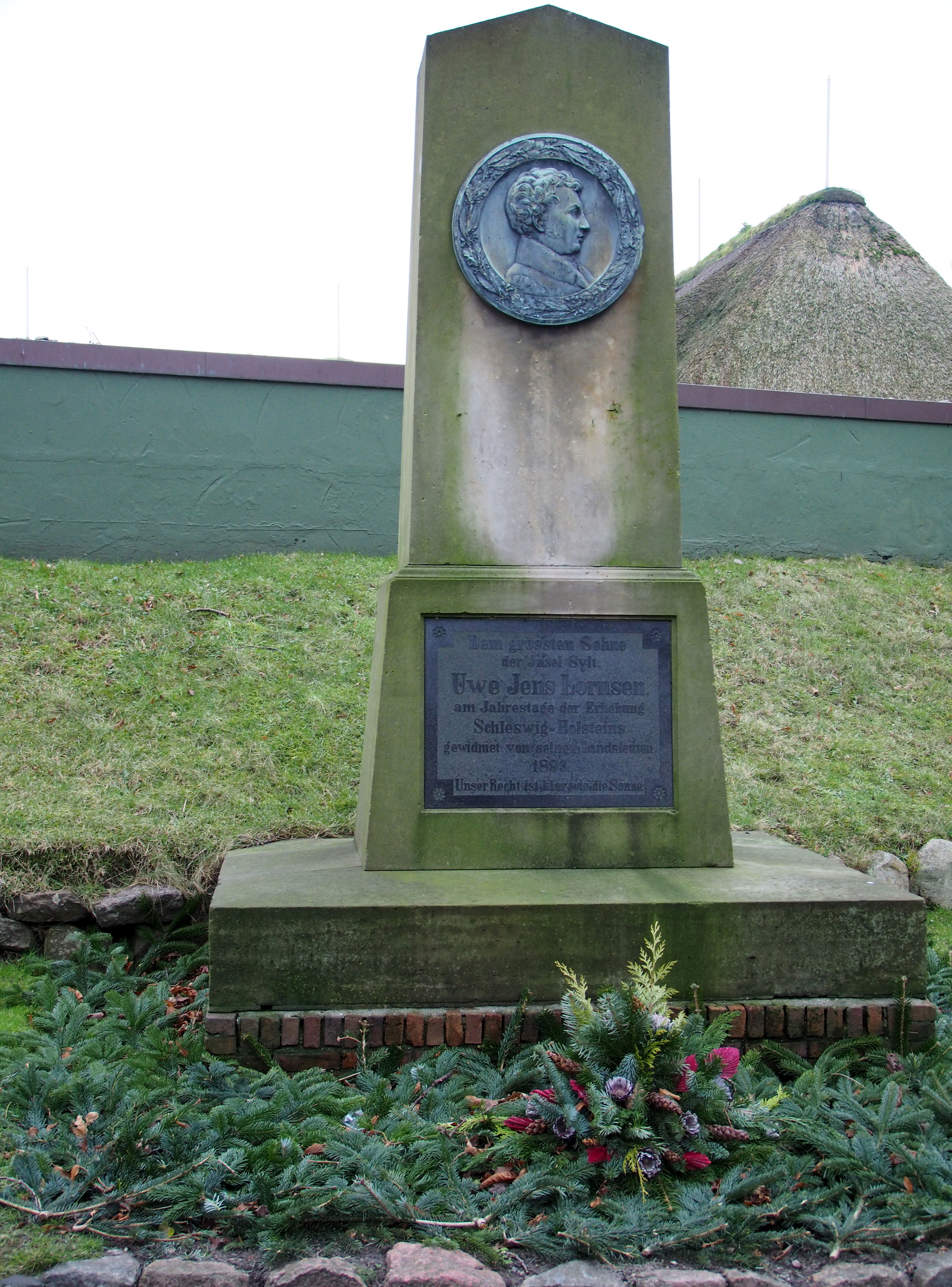
Памятник Уве Йенсу Лорнсену, «величайшему сыну острова Зильт»
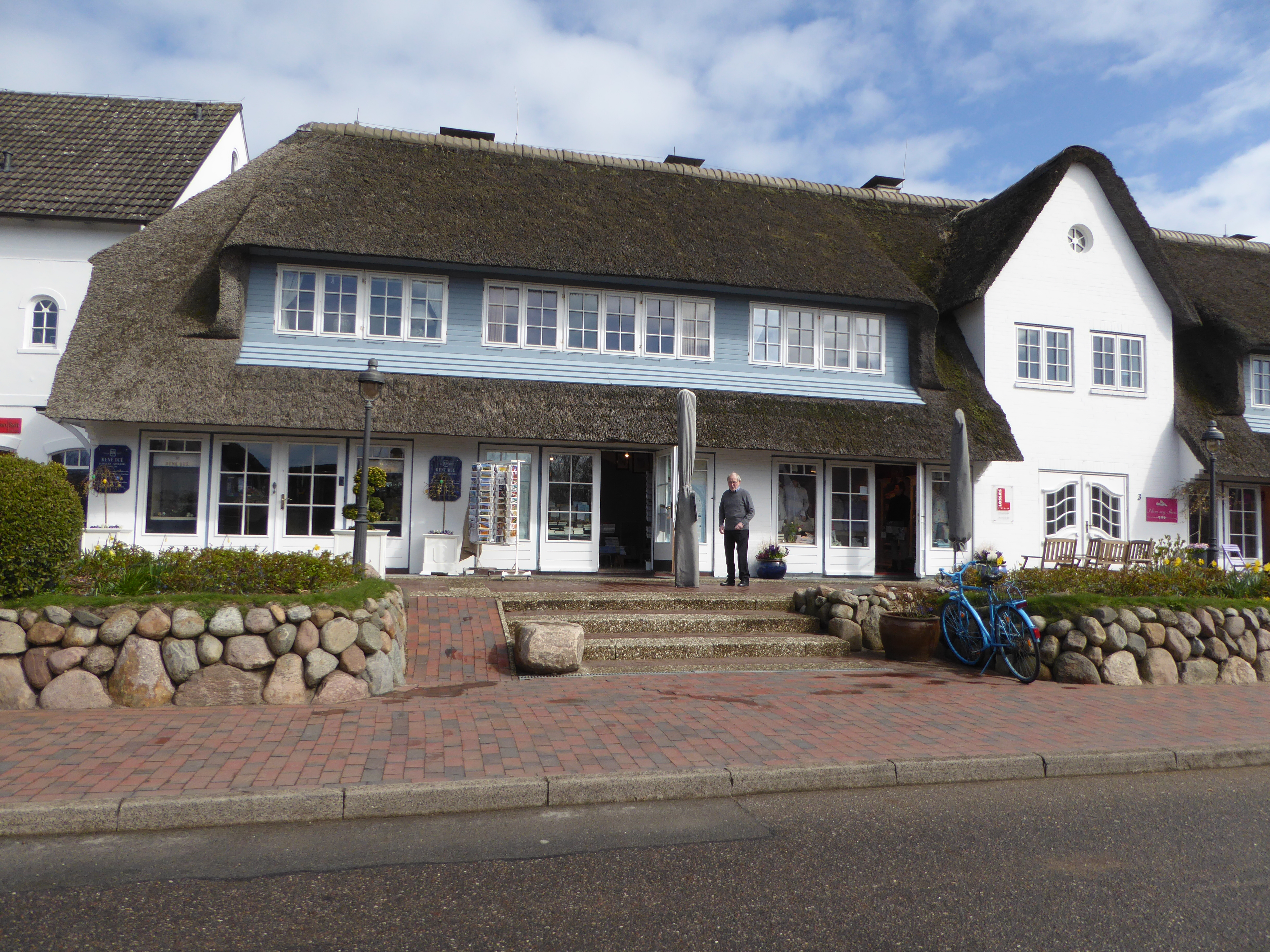
Büchertruhe Keitum
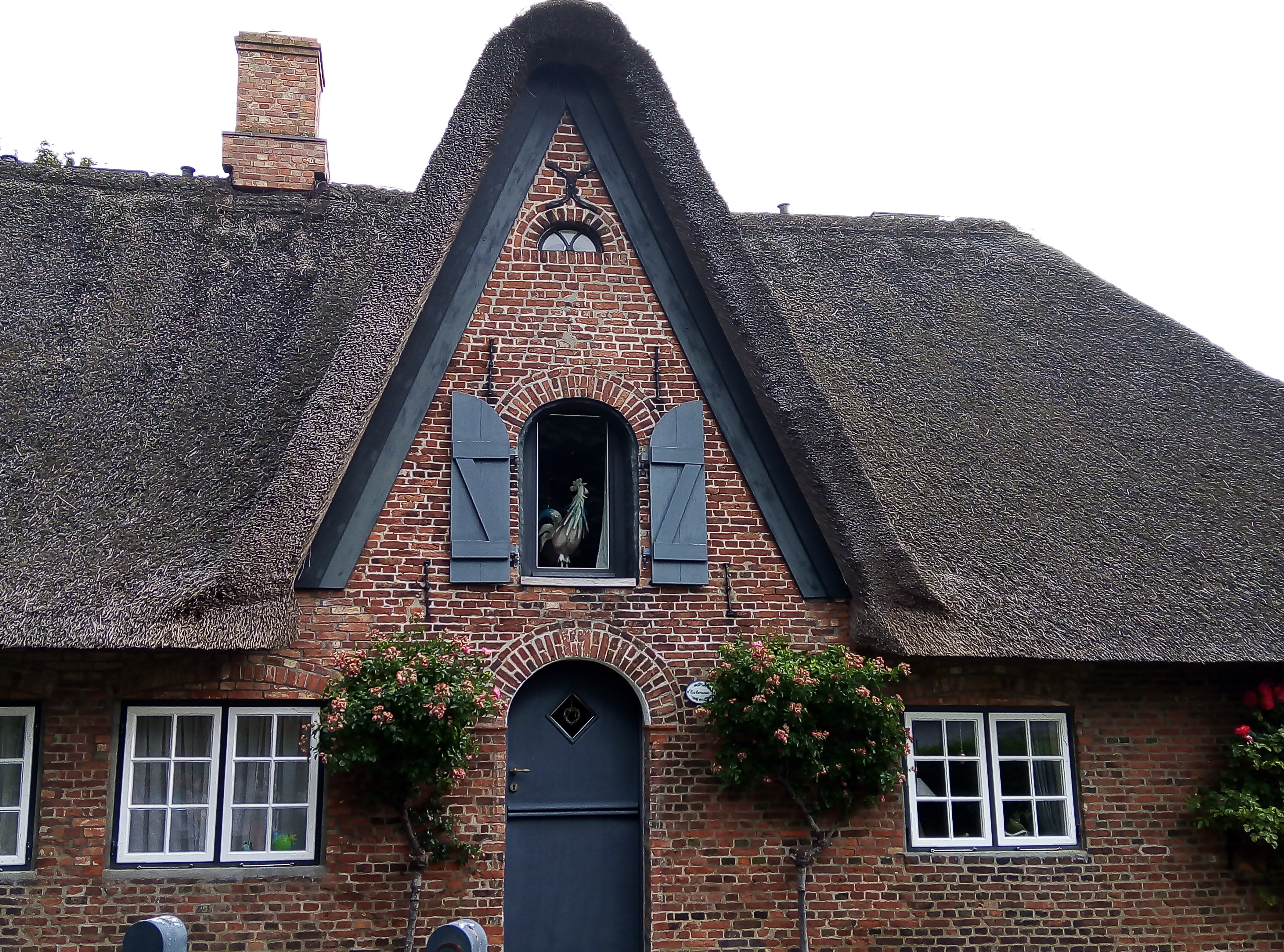
Один из фризских домов Кайтума
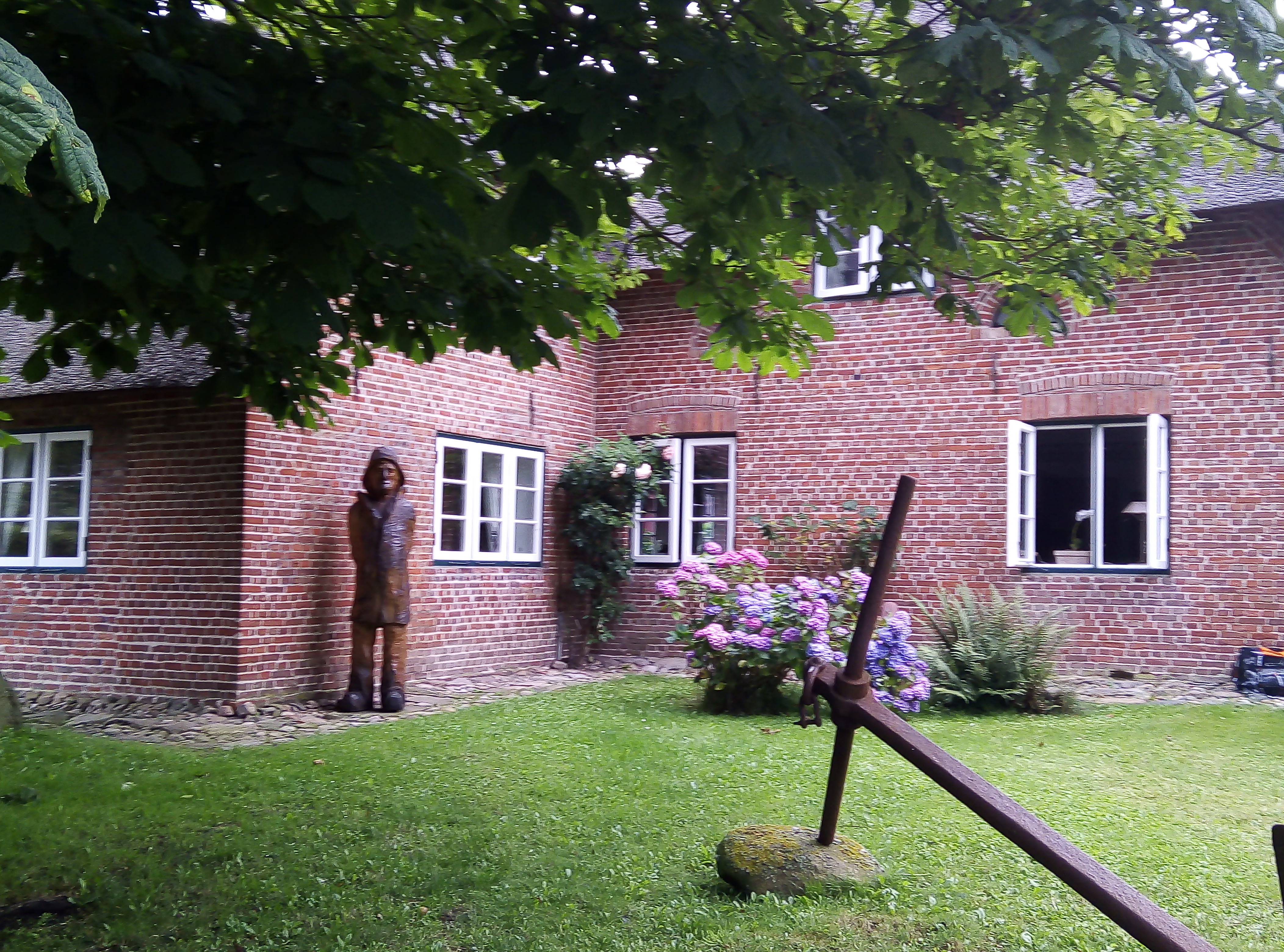
Родной музей Зильта
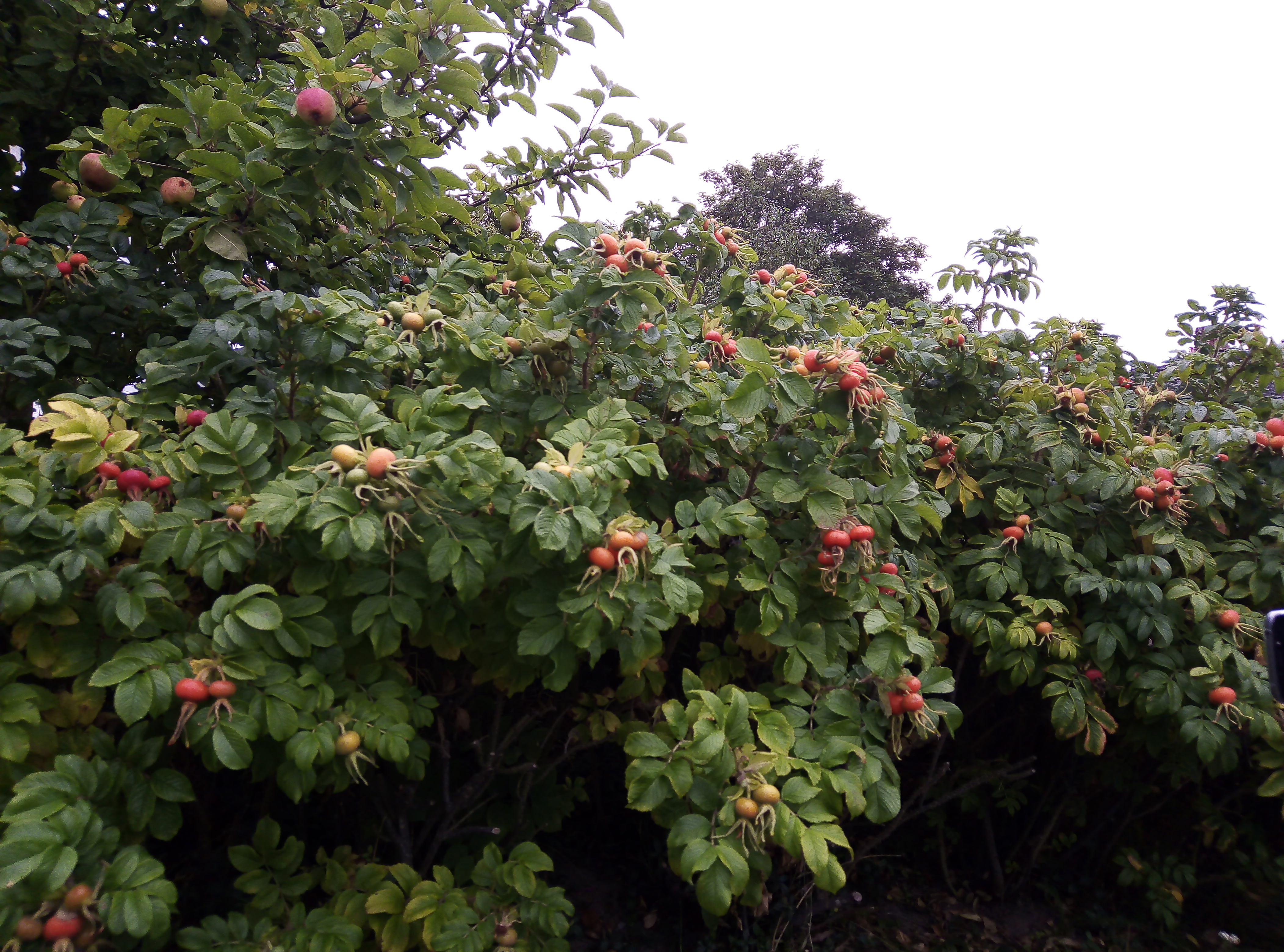
Шиповник в Кайтуме
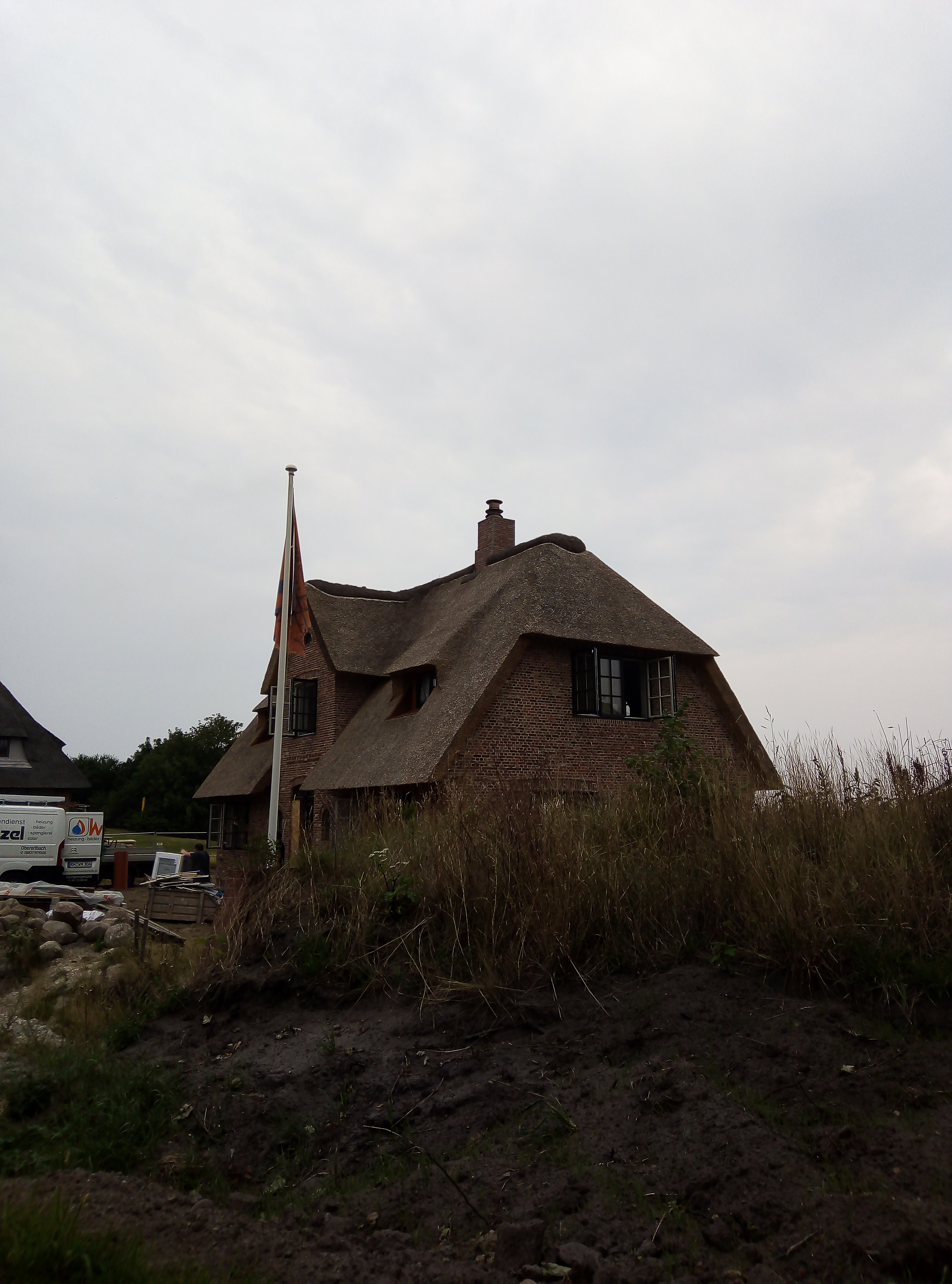
Один из домов Кайтума
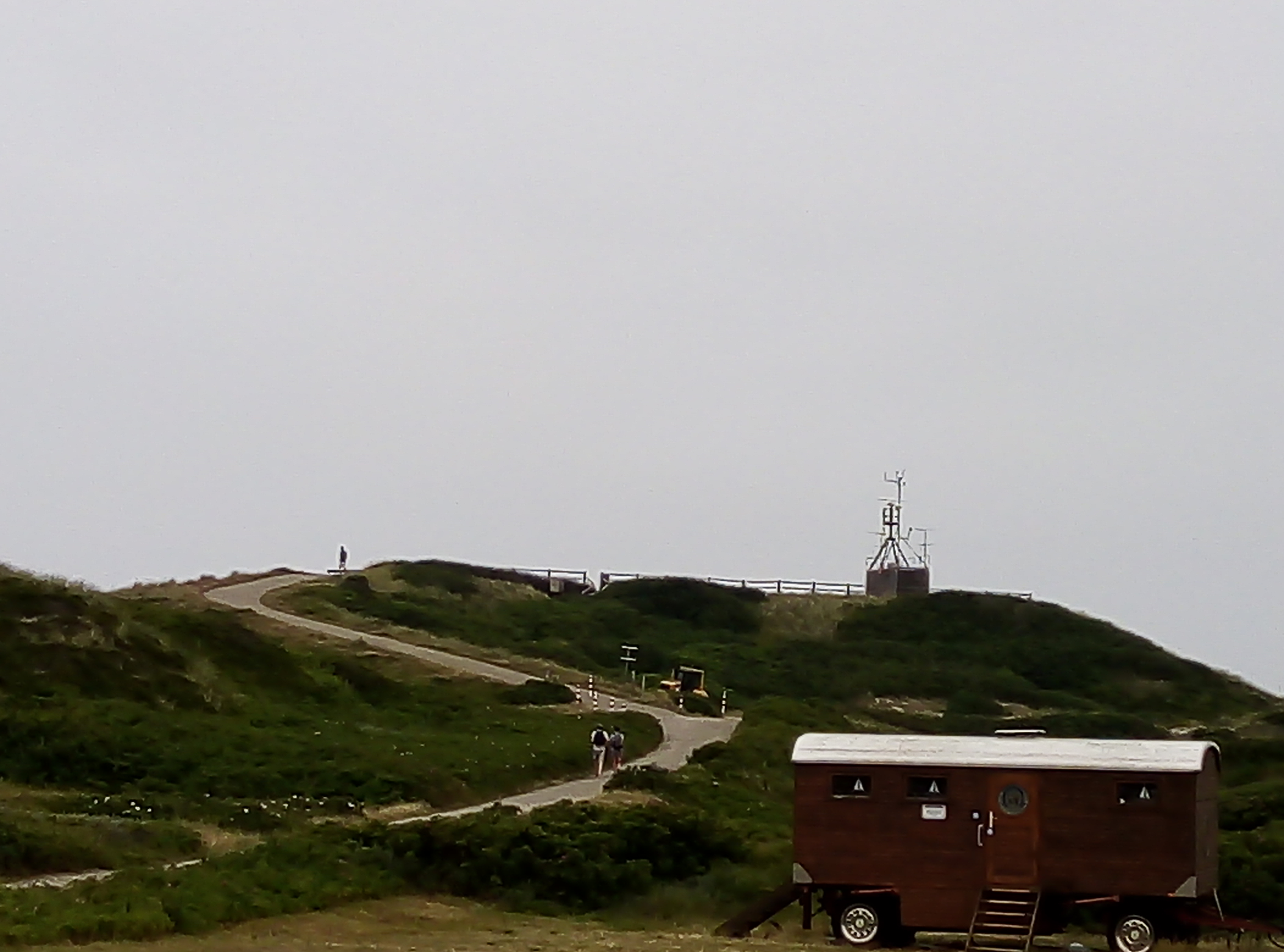
Смотровая площадка рядом с Кайтумом
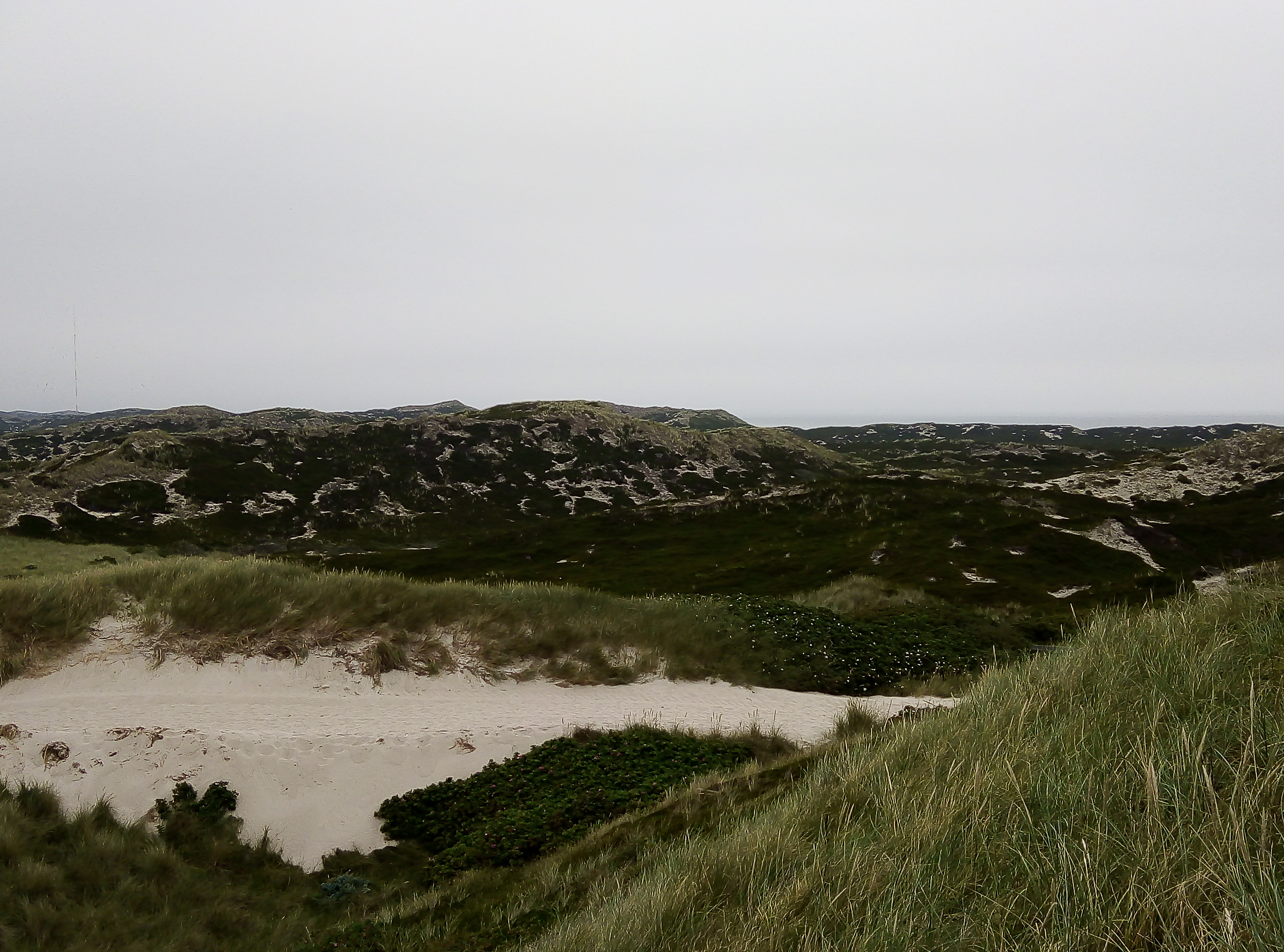
Вид на дюны острова Зильт рядом с Кайтумом
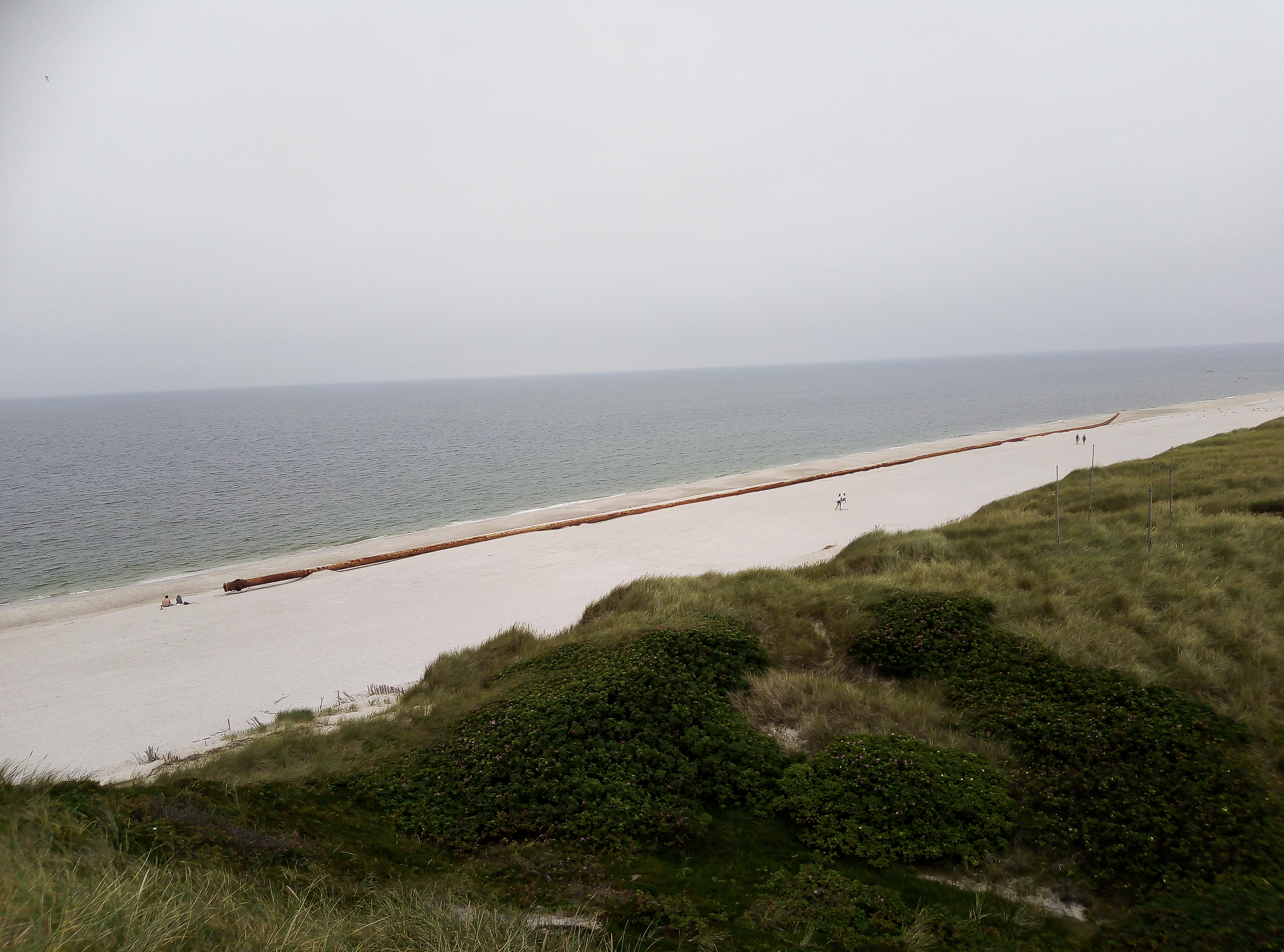
Побережье Северного моря близ Кайтума